# باناجيوتيس لياديليس
باناجيوتيس لياديليس (باليونانية: Παναγιώτης Λιαδέλης)‏ مواليد 7 ديسمبر 1974 في فولوس، هو لاعب كرة سلة يوناني معتزل. بدأ مسيرته الاحترافية في سنة 1993. يبلغ طوله 6 قدم 4.5 بوصة (1.9 م). اعتزل اللعب في 2009.

## المسيرة الاحترافية
لعب مع نادي أريس لكرة السلة من سنة 1993 إلى 2000، ثم لعب مع نادي ماكدونيكوس لكرة السلة في موسم 2002–2003، ثم لعب مع فالنسيا باسكت في الدوري الإسباني في سنة 2003، ثم لعب مع نادي أولمبياكوس لكرة السلة في موسم 2003–2004، ثم لعب مع نادي أزوفماش لكرة السلة من سنة 2006 إلى 2009.

## الإنجازات
- كأس كوراتش لكرة السلة : 1996–97
- كأس اليونان لكرة السلة : 1998

## روابط خارجية
- باناجيوتيس لياديليس على موقع الاتحاد الدولي لكرة السلة (الإنجليزية)
- باناجيوتيس لياديليس على موقع الدوري الأوروبي لكرة السلة (الإنجليزية)
- باناجيوتيس لياديليس على موقع الدوري الإسباني لكرة السلة (الإسبانية)
- باناجيوتيس لياديليس على موقع كرة السلة الأوروبية.كوم (الإنجليزية)
- باناجيوتيس لياديليس على موقع ريلجم (الإنجليزية)
- باناجيوتيس لياديليس على موقع بروبوليرز (الإنجليزية)
- باناجيوتيس لياديليس على موقع سبورتس رفرنس (الإنجليزية)